# 桑田乃梨子
桑田 乃梨子（3月4日—），日本漫畫家。新潟縣長岡市出身。

## 作品
- 迷糊妙蛇神、全2冊、原名
- 上帝愛說笑、全1冊、原名
- 你的眼睛像月亮、全2冊、原名
- 不要說害怕、全4冊、原名
- 《廣瀨和森島》系列

1. 薔薇色青春、全1冊、原名
2. 薔薇色人生、全1冊、原名

- 月刊1年2組、全2冊、原名
- 桌球戰隊乒乓5、全2冊、原名
- 神秘犬神兄、全1冊、原名
- 真夜中猫王子、全2冊、原名
- 原名
- 原名
- 原名
- 笨笨森林日記、原名
- 888～悠閒偵探事務所～、原名，長鴻出版社代理
- 原名
- 原名
- 原名

## 外部連結
- （日語）

- （日語）
- （日語）
- 博客來網路書店 - 目前您搜尋的關鍵字為：桑田乃梨子